# Рішар Буше
Рішар Буше (фр. Richard Boucher, 1 січня 1932, Кретей — 24 вересня 2017, Тулуза) — французький футболіст, що грав на позиції захисника, зокрема за «Тулузу» та національну збірну Франції. По завершенні ігрової кар'єри — тренер.

## Клубна кар'єра
У футболі дебютував 1946 року виступами за команду «Кретей», в якій провів один сезон. 
Протягом 1947—1953 років захищав кольори іншого аматорського клубу «ВГА Сен-Мор», звідки перейшов до «Тулузи». Відіграв за команду з Тулузи наступні десять сезонів своєї ігрової кар'єри. Більшість часу, проведеного у складі «Тулузи», був основним гравцем захисту команди.
Завершував ігрову кар'єру в «Марселі», за який виступав протягом 1963—1964 років.

## Виступи за збірну
1957 року дебютував в офіційних матчах у складі національної збірної Франції. Протягом наступних п'яти років провів у її формі загалом три матчі.

## Кар'єра тренера
1972 року уперше був запрошений очолити тренерський штаб «Тулузи». Згодом тренував команду із Тулузи протягом 1973–1974, 1974–1975 та 1976–1977 років.
Помер 24 вересня 2017 року на 86-му році життя в Тулузі.
| Дата       | Місто     | Господарі | Результат | Гості     | Турнір            | Голи | Примітки |
| ---------- | --------- | --------- | --------- | --------- | ----------------- | ---- | -------- |
| 1-9-1957   | Рейк'явік | Ісландія  | 1 – 5     | Франція   | Відбір до ЧС 1958 | -    |          |
| 28-9-1961  | Париж     | Франція   | 5 – 1     | Фінляндія | Відбір до ЧС 1962 | -    |          |
| 18-10-1961 | Брюссель  | Бельгія   | 3 – 0     | Франція   | товариський матч  | -    |          |
| Усього     |           | Матчів    | 3         |           | Голів             | 0    |          |